# Buneți, Chișinău
Buneți este un sat din componența comunei Tohatin din sectorul Ciocana, municipiul Chișinău, Republica Moldova.

## Demografie

### Structura etnică
Structura etnică a localității conform recensământului populației din 2004:
| Grup etnic                                               | Populație | % Procentaj  |
| -------------------------------------------------------- | --------- | ------------ |
| Băștinași declarați Moldoveni Băștinași declarați Români | 38 2      | 66,67% 3,51% |
| Ucraineni                                                | 16        | 28,07%       |
| Ruși                                                     | 1         | 1,57%        |
| Total                                                    | 57        |              |